# Thomas Metcalfe (amerikansk politiker)

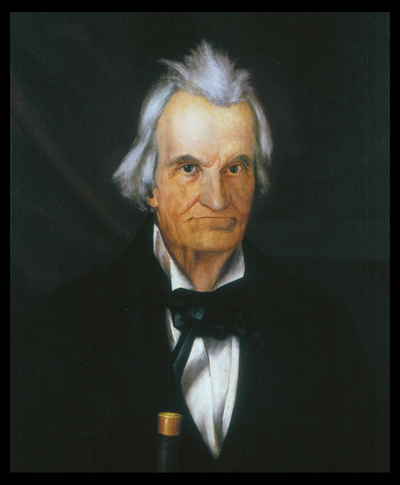
Thomas Metcalfe

Thomas Metcalfe, född 20 mars 1780 i Fauquier County, Virginia, död 18 augusti 1855 i Nicholas County, Kentucky, var en amerikansk politiker. Han var guvernör i delstaten Kentucky 1828–1832. Han representerade Kentucky i båda kamrarna av USA:s kongress, först i representanthuset 1819–1828 och sedan i senaten 1848–1849.
Metcalfe deltog i 1812 års krig som kapten. Han blev invald i representanthuset i kongressvalet 1818. Han omvaldes fyra gånger. Nationalrepublikanska partiet nominerade Metcalfe i guvernörsvalet 1828. Han besegrade tidigare senatorn William T. Barry i valet. Metcalfe efterträddes 1832 som guvernör av John Breathitt.
Metcalfe gick sedan med i Whigpartiet. Senator John J. Crittenden avgick 1848 för att tillträda som guvernör och efterträddes av Metcalfe. Han efterträddes följande år av Henry Clay.
Metcalfe avled 1855 i kolera. Metcalfe County har fått sitt namn efter Thomas Metcalfe.